# Натали Дженър
Натали Дженър (на английски: Natalie Jenner) е английско-канадска адвокатка и писателка на произведения в жанра исторически роман и социална драма.

## Биография и творчество
Натали Дженър е родена през 1968 г. в Англия. Израства в Канада, където семейството ѝ емигрира докато тя е малко дете. От ранна възраст е запалена читателка на всякакви книги, от Хенри Джеймс до Джудит Кранц, и мечтае да бъде писателка. Получава с отличие бакалавърска степен по английска литература през 1990 г. от колежа „Сейнт Майкъл“ и диплома по право от Юридическия факултет на университета на Торонто. След дипломирането си работи над двадесет години като корпоративен адвокат от 1995 г., а също като специалист по подбор на персонал, кариерен треньор и консултант на водещи адвокатски кантори в Канада.
Продължава да чете много и, докато работи и отглежда дъщеря си, пише пет различни романа, които изпраща на литературни агенти, но без успех. Това я отказва от мечтата да бъде публикуван писател и през 2015 г. отваря малката независима книжарница „Архетипни книги“ на брега на езерото Онтарио в Оуквил, Онтарио. Но четири месеца по-късно съпругът ѝ е диагностициран с идиопатична белодробна фиброза, заради което затваря магазина и се грижи за лечението му. По това време се обръща към книгите на Джейн Остин като мотивираща литература за себе си. Творчеството на Остин я привлича емоционално и тя прави проучване на живота ѝ, дори посещава село Чотън в Англия, където тя е живяла в последните си години. След стабилизиране на здравето на съпруга ѝ чрез иновативно лечение и завършването на гимназия от дъщеря ѝ, отново се вдъхновява да пише.
Първият ѝ роман „Обществото „Джейн Остин“ е издаден през 2020 г. В историята, малко след след края на Втората световна война, осем коренно различни души създават Обществото „Джейн Остин“, обединени от любовта си към творчеството на авторката, и с цел опазване на над две хиляди ценни книги и семейни реликви. Членовете на Обществото има собствени драми, травми от войната, болки и триумфи, но целта им ги сближава, ражда нови приятелства и изважда човешкото във всеки от тях. Романът става международен бестселър и е преведен на над 20 езика по света.
През 2022 г. е издаден романът ѝ „Момичетата от книжарница Блумсбъри“. След Втората световна война ситуацията за стогодишната книжарница „Блумсбъри“ в ситито на Лондон вече е променена и тя трябва да отговори на времето. Трите момичета в нея – красивата Вивиан, която опитва да пише, отговорната за издръжката на семейството си Грейс и младата Еви, една от първите студентки в Кеймбридж, имат свои дръзки идеи и планове да вдъхнат нов живот на книжарницата.
Чрез книгите си авторката желае да помогне на читателите си да намерят надежда за бъдещето и вяра в себе си.
Натали Дженър живее със семейството си в Оуквил.

## Произведения

### Самостоятелни романи
- The Jane Austen Society (2020)[1][2]
Обществото „Джейн Остин“, изд.: ИК „Хермес“, Пловдив (2022), прев. Мария Демирева
- Bloomsbury Girls (2022)
Момичетата от книжарница Блумсбъри, изд.: ИК „Хермес“, Пловдив (2023), прев. Мария Демирева
- Every Time We Say Goodbye (2024)